# Kintpuash
Kintpuash, también conocido como Kientpaush, Kientpoos, y, en inglés, Capitán Jack (c. 1837 – 3 de octubre de 1873), fue un jefe de la tribu Modoc asentados en California y Oregón. El nombre de Kintpuash en el idioma Modoc significa "Golpea el agua con descaro".
Kintpuash fue líder de una banda de la Reserva Klamath que fue permitido volver a sus tierras en California, donde se resistieron al retorno. De 1872 a 1873, su pequeña fuerza hizo uso de los lechos de lava del norte de California, manteniendo a raya durante meses a fuerzas más numerosas del ejército de los Estados Unidos en la Guerra Modoc. Kintpuash fue el único líder nativo americano acusado de crímenes de guerra, y fue ejecutado por el ejército estadounidense, junto con varios seguidores, por las emboscadas que resultaron en la muerte del general Edward Canby y al reverendo Eleazar Thomas durante una reunión de la comisión de paz. Los líderes Modoc fueron ahorcados por "asesinato en violación de las leyes de la guerra" por parte del ejército.

## Vida
Kintpuash nació alrededor de 1837 en una familia Modoc en su territorio ancestral cerca lago Tule, llamado también lago Wrett. Los Modoc ocuparon alrededor de 5.000 acres en el sector, a lo largo de lo que se convirtió en la frontera entre California y Oregón después de la colonización europea. En el sector, especialmente en el extremo sur del lago Tule, estaban establecidos pequeños de indios Rock, así como grupos de Combutwaush. Las tres tribus vivían en paz, compartiendo tradiciones de caza de venados, antílopes y osos en los montes de la localidad y del sur del territorio de Oregón. Los bandos también cazaban patos y gansos con arcos y flechas. Las tribus mantuvieron relaciones armónicas con bandos vecinos, incluyendo los Paiute, Pit River, Shasta al oeste y Klamath del norte.

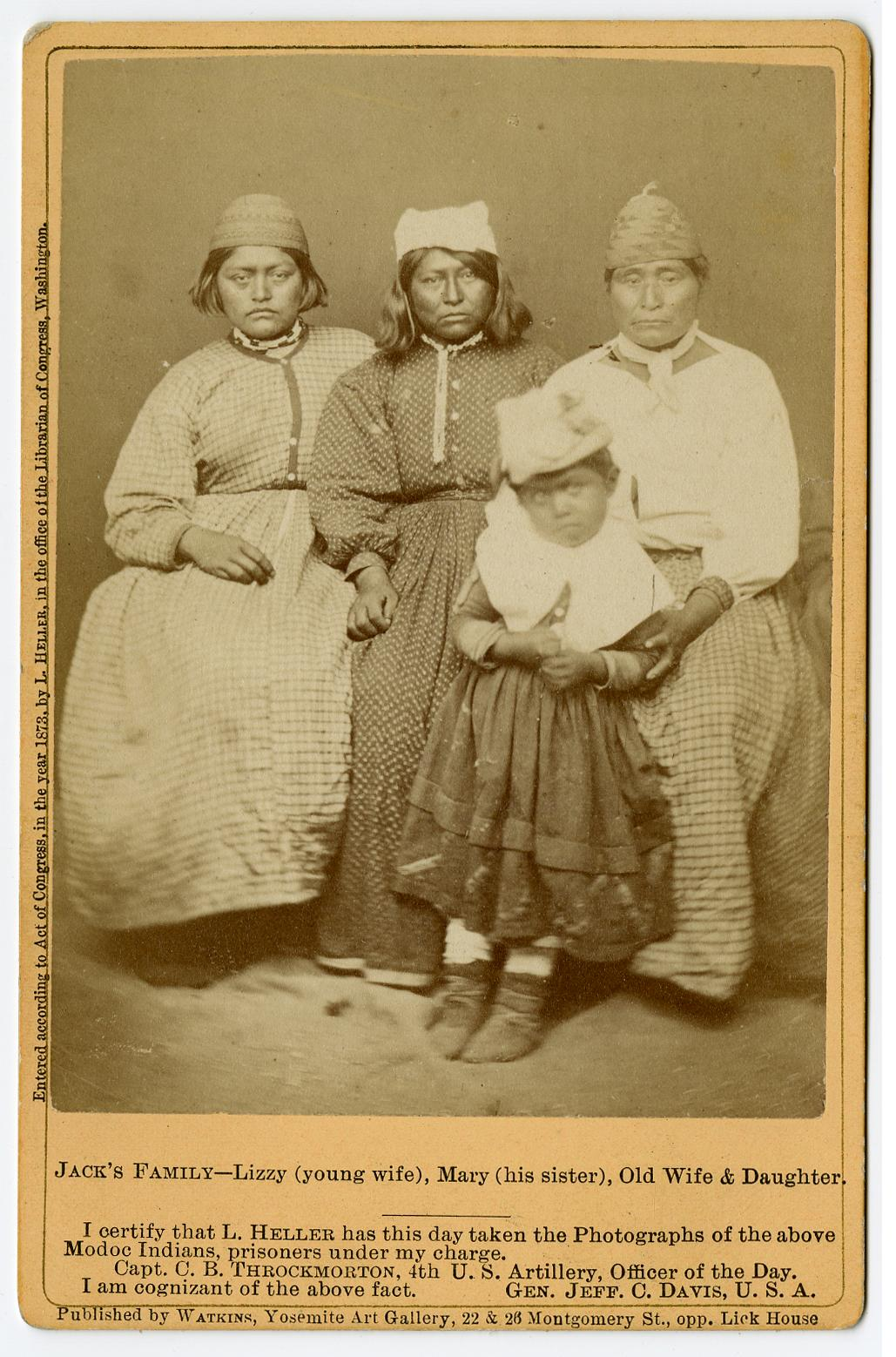
La familia de Jack: Lizzy (su joven esposa), Mary (su hermana), una anciana esposa e hija.

En 1864, los Modoc todavía vivían en sus tierras ancestrales, en los alrededores del lago Tule. Debido a la presión de los colonizadores blancos que querían apoderarse y cultivar la tierra fértil de este territorio, Kintpuash y su familia se encontraban entre los Modoc expulsados a la fuerza por los Estados Unidos a la Reserva Klamath en el suroeste de Oregón. El sitio estaba ocupado principalmente por sus rivales tradicionales, la tribu Klamath, mucho más numerosa. Los Klamath superaban en número a los recién llegados y la reserva estaba en tierras tradicionales de los Klamath. Durante su estadía, los Modoc se quejaron de malos tratos y conflictos con los Klamath.
En 1865, Kintpuash, para entonces informalmente llamado Capitán Jack por los colonizadores estadounidenses, dirigió una banda de Modoc desde la reserva en Oregón de regreso a su tierra en California. En 1869, la banda fue interceptada por el ejército de los Estados Unidos y devuelta a la Reserva de Klamath. Las condiciones de búsqueda no habían mejorado y, por segunda vez, en abril de 1870, Kintpuash dirigió una banda de unos 180 Modoc de regreso al área del lago Tule.

## Guerra Modoc, 1872-1873
En 1872, se enviaron fuerzas del ejército estadounidense para capturar a la banda de Kintpuash y obligarlos a regresar a la reserva. El 29 de noviembre, mientras se negociaba su rendición en Lost River, en Oregón, estalló un combate entre un soldado y uno de los guerreros Modoc. Siguió la breve Batalla de Lost River .

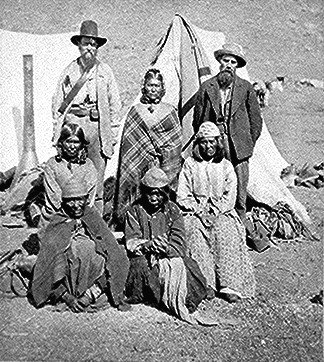
De izquierda a derecha, de pie: la agente indio estadounidense Winema (Toby) y su esposo Frank Riddle; otras mujeres Modoc al frente (1873)

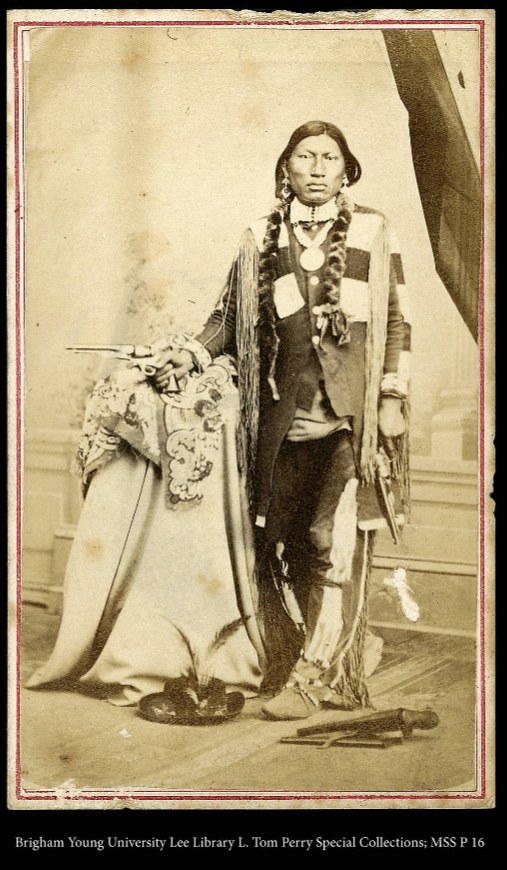
Retrato del Capitán Jack.

Kintpuash huyó con su banda al área ahora protegida como Monumento Nacional Lava Beds, al norte de California. La banda se instaló en esta fortaleza natural compuesta por rocas lechos de lava. Los guerreros Modoc utilizaron las numerosas cuevas y trincheras en los lechos de lava para establecer una lucha defensiva, protegiendo a sus mujeres y niños. Cuando finalmente se localizaron los Modoc, el ejército lanzó un ataque el 17 de enero de 1873. El Ejército quedó con 35 muertos y numerosos heridos, mientras que el Modoc no sufrió bajas.
Los asesores de Kintpuash, al no entender las diferencias entre Modoc y la cultura euroamericana, sugirieron que el ejército se marcharía si sus guerreros mataban a su líder, el general Edward Canby. Sin embargo, la expectativa de Kintpuash era la de una solución pacífica que permitiera a su pueblo permanecer en su territorio.
Kintpuash entró en negociaciones con una comisión federal de paz. Durante los meses de negociaciones, los negociantes Modoc ganaron cierta influencia. Kintpuash quedó avergonzado y sus oponentes le arrojaron el sombrero de una mujer Modoc para despojarlo simbólicamente de su virilidad. Para reforzar su influencia, Kintpuash aceptó su plan: convocó una reunión con la comisión (de la que Canby era entonces presidente ) con la intención de matarlos a todos.[cita requerida] Durante la siguiente reunión de la comisión de paz el 11 de abril, Kintpuash y varios otros Modoc sacaron pistolas ante una señal preestablecida; disparó dos veces al general Canby en la cabeza y le cortó el cuello, mientras que el indio Boston Charley mató al reverendo Eleazar Thomas, un ministro de California. Otros dos comisionados resultaron heridos en la emboscada. Los Modoc huyeron a los lechos de lava.
Canby fue el único general asesinado durante las Guerras Indias. El rango permanente de Custer, por ejemplo, era de teniente coronel. En reacción, el sucesor de Canby, el general Jefferson C. Davis, trajo más de 1.000 soldados como refuerzos, con el objetivo de aplastar la resistencia Modoc. El 14 de abril, el ejército atacó la fortaleza de lava y muchos de los Modoc se dispersaron para escapar de la captura.

## Rendición y ejecución

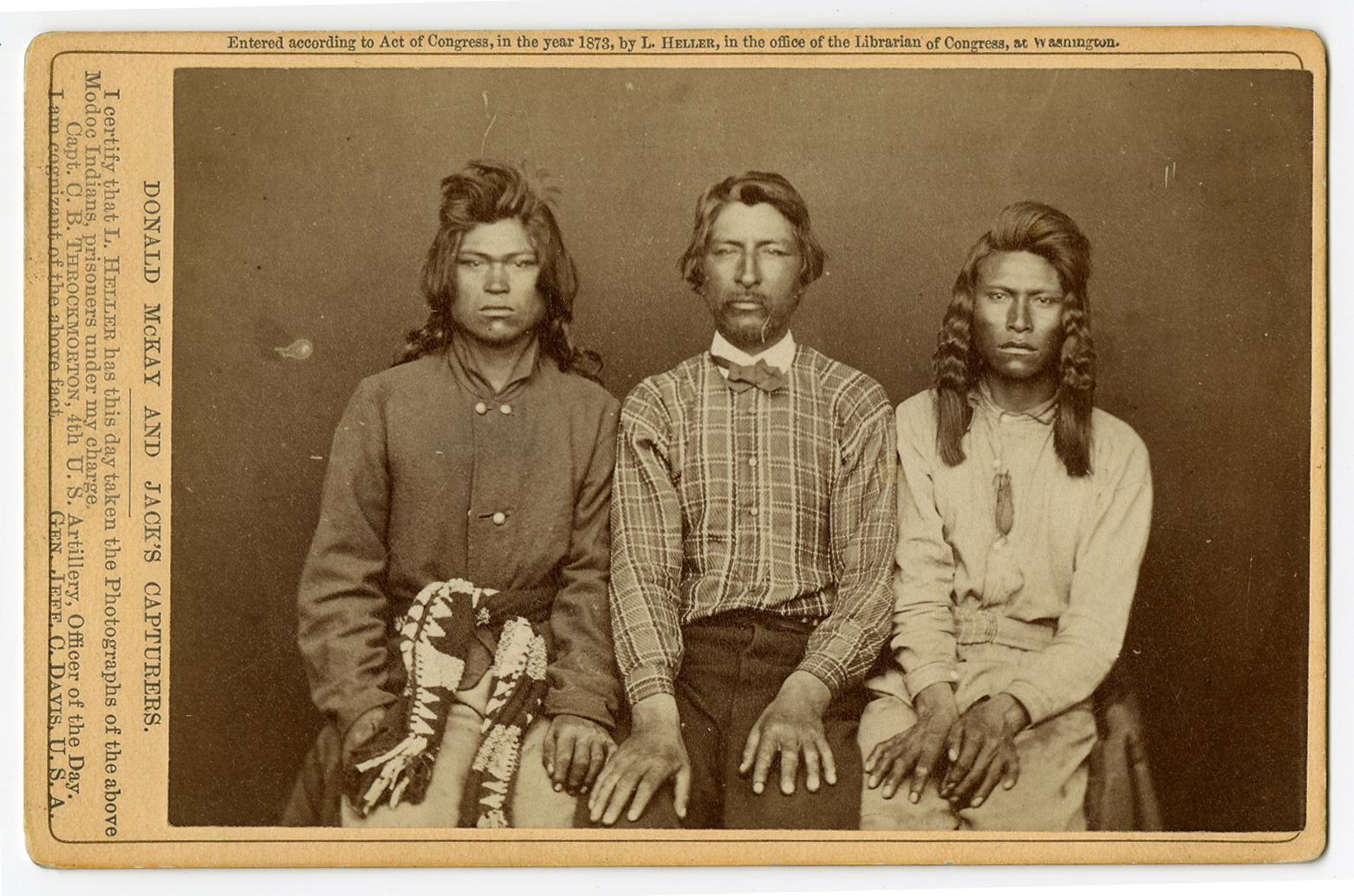
Donald McKay y los captores de Jack

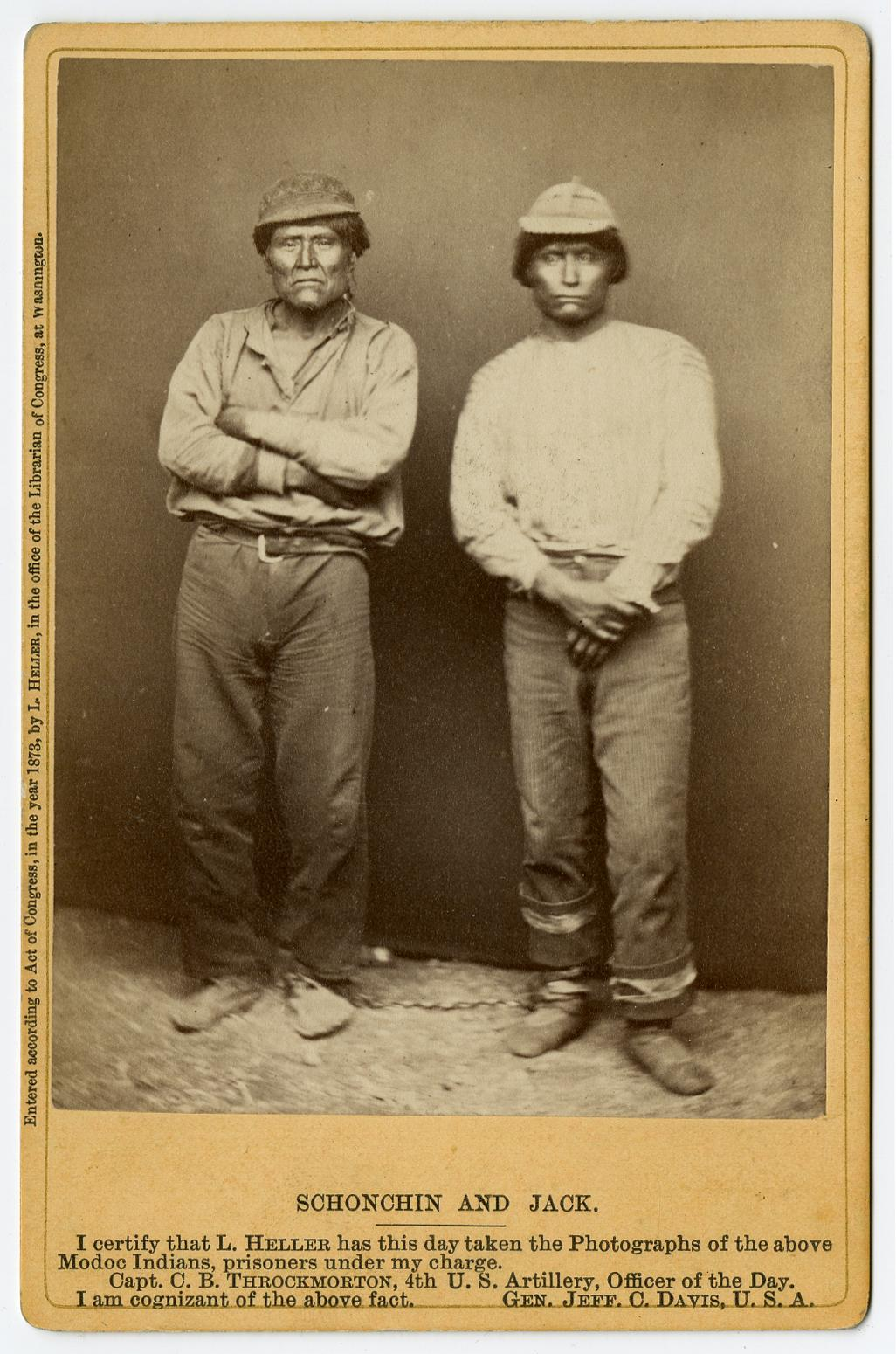
Schönchin y Jack

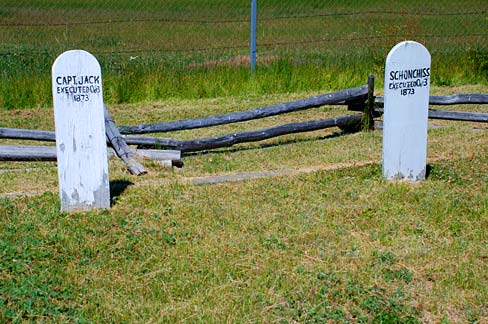
Tumbas del Capitán Jack y Schonchin en 2009, condado de Klamath, Oregón

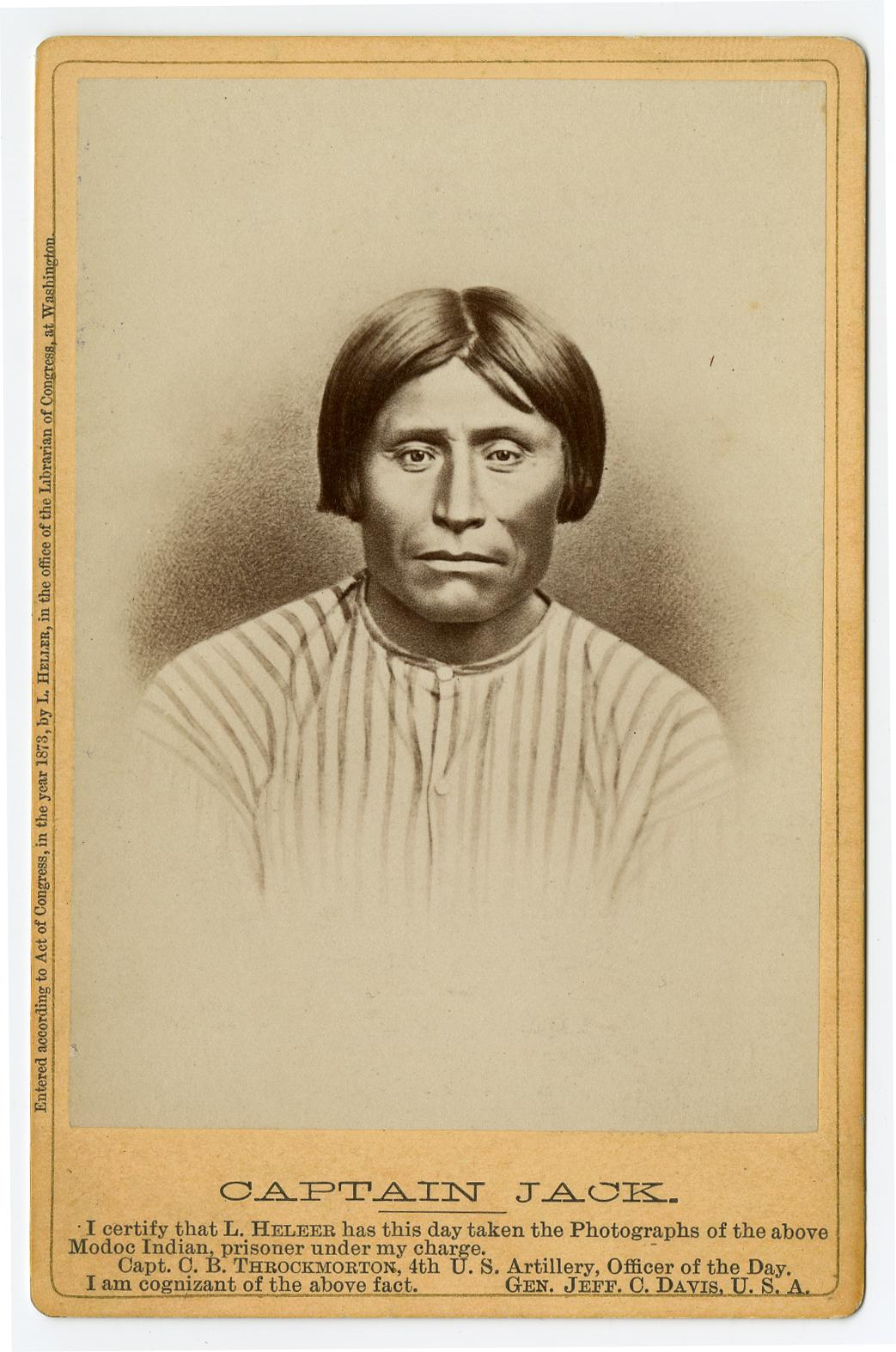
Repositorio – Sociedad Histórica de California (15458104939)

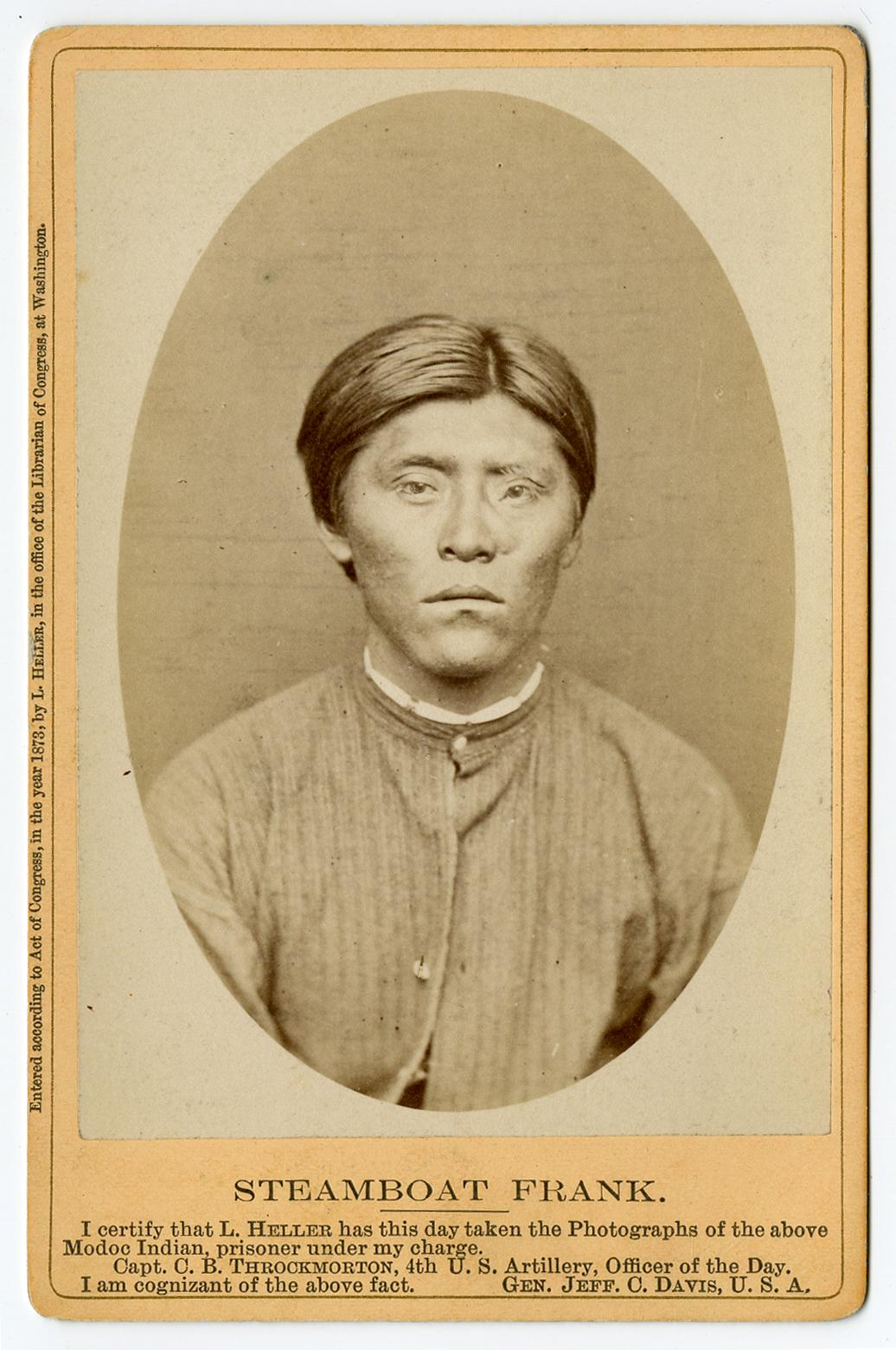
Retrato de Steamboat Frank

Durante los siguientes meses, varias agrupaciones Modoc continuaron luchando contra el ejército, mientras que algunos decidieron rendirse. Kintpuash evadió con éxito al ejército hasta que un grupo Modoc accedió a capturarlo y entregarlo. Estos hombres incluían a Hooker Jim, Bogus Charley, Shacknasty Jim y Steamboat Frank. El 1 de junio, Kintpuash se rindió, dejando ceremonialmente su rifle. Fue trasladado al fuerte Klamath. Después de ser juzgado por un tribunal militar y declarado culpable por los asesinatos del general Canby y el reverendo Thomas. Kintpuash fue ahorcado el 3 de octubre de 1873 . Black Jim, John Schonchin y Boston Charley también habían sido condenados y ahorcados con él. Otros guerreros Modoc sentenciados de crímenes menores fueron enviados a prisión.

## Destino de sus restos
Después de su ejecución, el cuerpo de Kintpuash fue transportado en tren de mercancías a Yreka. Hubo rumores de que su cuerpo fue embalsamado para ser utilizado como atracción de carnaval en los estados del este. El ejército había tratado de mantener en secreto el destino del jefe Modoc. Cortaron las cabezas de los Modoc después de las ejecuciones en Fort Klamath y los enviaron el 25 de octubre en tren a Washington D. C., al Museo Médico del Ejército para su estudio.
En 1898, el ejército transfirió los cráneos de los ejecutados Modoc al Instituto Smithsonian. En la década de 1970, los descendientes de Kintpuash se enteraron de que su cráneo estaba en el Smithsonian y pidieron su devolución. En 1984, el Smithsonian devolvió el cráneo de Kintpuash a sus familiares, quienes actuaron como representantes tribales para recibir también los cráneos de Boston Charley, Black Jim y John Schonchin, y de una mujer Modoc desconocida cuyos restos habían sido recuperados de los lechos de lava.

## Legado
- El área donde los Modoc establecieron su defensa ahora se conoce como la Fortaleza del Capitán Jack . Forma parte del área protegida del Monumento Nacional Lava Beds .
- La subestación Captain Jack, una subestación eléctrica de Bonneville Power Administration, recibió su nombre en honor a Kintpuash. Se encuentra cerca de lo que ahora se llama Captain Jack's Stronghold. Forma el extremo norte de la Ruta 66, una línea de transmisión eléctrica de alta potencia.